# Austrochernes australiensis
Austrochernes australiensis är en spindeldjursart som först beskrevs av With 1905.  Austrochernes australiensis ingår i släktet Austrochernes och familjen blindklokrypare. Inga underarter finns listade.